# Мої зірки
Мої зірки (англ. My Stars) — американська короткометражна кінокомедія Роско Арбакла 1926 року.

## Сюжет
Джонні наполегливо намагається вразити свою дівчину, але вона, здається, значно більше зацікавлена кінозірками.

## У ролях
- Джонні Артур — Джонні
- Флоренс Лі — мама Джонні
- Вірджинія Венс — Вірджинія
- Джордж Девіс — дворецький
- Глен Кавендер — садівник